# 林冠慈
林冠慈（1883年—1911年8月13日），原名冠戎，广东省归善县（今广东省惠州市惠阳区）人，同盟会会员。

## 生平
1910年加入支那暗杀团。1911年8月13日，林冠慈同陈敬岳一起刺杀广东水师提督李准，未果。在激战中，林冠慈中弹身亡。现葬于广州起义烈士陵园，为红花岗四烈士之一。。